# Tragg and the Sky Gods
Tragg and the Sky Gods est une série de comics de Don Glut (scenario) et Jesse Santos (dessins) créée en mai 1972 dans la revue Mystery Digest Comics chez Gold Key et poursuivie dans le trimestriel Tragg and the Sky Gods en juin 1975, soit 11 histoires et 229 planches.

## L’histoire
À l’époque des cavernes un groupe d’hommes de Cro-Magnons se retrouve confronté à l’arrivée d’extra-terrestres à la peau jaune de forme humanoïde et à la technologie plus qu’avancée. Les Yargoniens abasourdis devant ceux qu’ils considèrent à peine mieux que des bêtes décident de capturer deux femelles et de les rendre plus intelligentes.
Les deux belles vont donner naissance à deux enfants, l’un répond joli nom de Tragg et l’héroïne à celui de Lorn. Évidemment les deux rejetons sont plus intelligents que leurs petits copains de jeu. Du coup, lesdits copains se disent que si les dieux du ciel ne reviennent pas c’est parce que Tragg et Lorn portent malheur à la tribu (on vous a bien prévenu que leurs congénères ne sont pas très malins). Du coup, les Adam et Eve de l’ère des cavernes sont chassés de la tribu malgré l’opposition de Jarn qui aime Tragg, son malin petit frère. Tel est le début de la saga.
En fait, ce prologue est celui du premier numéro de Tragg and the Sky Gods. Il avait été précédé de 2 aventures de 10 pages parues en mai 1972 et janvier 1973 dans la revue Mystery Digest Comics. La série principale commença véritablement 2 ans plus tard sur un rythme trimestriel mais fut supprimée à l’issue du #8, le succès n’étant pas au rendez-vous.
Le neuvième épisode ayant été commandé, réalisé et payé, il fut publié dans une des revues du groupe en septembre 1977.

## Intérêt de la série
S’il a touché à de nombreux genres, Don Glut (1944) n’a pas vraiment laissé sa marque dans la bande dessinée, ni même dans le cinéma qu’il a un peu tâté à la fin des années 80. Jesse Santos ne fait pas non plus partie des dessinateurs les plus prisés et rares sont les articles qui lui sont consacrés.

Outre les extra-terrestres qui font partie du code génétique de la série, on trouvait aussi force dinosaures, ptéranodons, etc. comme c’est courant dans les comics (Tor, Valley of the Dinosaurs par exemple) mais évidemment complètement faux dans la réalité (pré)historique.
Si le thème a quelque originalité, le traitement l’est moins. En fait là encore, cette idée d’extra-terrestres venant apporter la lumière aux hommes était dans l’air du temps. Elle se retrouve notamment chez Erich von Däniken et son fameux Chariot des Dieux (1968). Cette bande est donc en quelque sorte un témoignage des interrogations d’alors. Mais c’est à peu près tout. C’est d’autant plus vrai que lorsque Gold Key ramena définitivement la toile, les droits de séries comme Turok, Doctor Solar, Man of the Atom ou encore Magnus l'anti robot furent repris par d’autres groupes.

## Publications
Don Glut a signé tous les scénarios

### Mystery Digest Comics
Tous les dessins sont de Jesse Santos
- # 3 (Mai 1972) Cry of the Dire Wolf -10 planches.
- # 9 (Janvier 1973) Cult of the Cave Bear -10 planches.

### Tragg and the Sky Gods
Jesse Santos est le dessinateur des #1 et 2. C’est Dan Spiegle qui le remplace à compter du #3.
- # 1 (juin 1975) Spawn of Yargon -25 planches
- # 2 (septembre 1975) The Day the Earth Thundered -25 planches
- # 3 (décembre 1975) Slaves of Fire Mountains -25 planches
- # 4 (février 1976) Project : Sabre-Fang -23 planches
- # 5 (mai 1976) Attack of the Man-Apes -23 planches
- # 6 (septembre 1976) Death Duel -22 planches
- # 7 (novembre 1976) Battle for a World -22 planches
- # 8 (février 1977) Master of the Living Bones -22 planches

### Gold Key Spotlight
Les dessins sont toujours signés Dan Spiegle. Livraison d’un épisode programmé pour le #9 de Tragg qui ne sortit jamais mais qui fut replacé dans ce magazine dont les héros changeaient à chaque livraison. 
- # 9 (septembre 1977) Where Prowls the Evil Shark -22 planches